# Volta Limburg Classic
Volta Limburg Classic je jednodenní mužský a ženský cyklistický závod konaný v provincii Limburg v Nizozemsku. Od roku 2005 je organizován v rámci UCI Europe Tour na úrovni 1.1. Do roku 2012 byl závod znám jako Hel van het Mergelland. Ročníky 2020 a 2021 byly zrušeny kvůli pandemii covidu-19.

## Seznam vítězů

### Mužský závod
| Rok       | Země                               | Jezdec                             | Tým                                |
| --------- | ---------------------------------- | ---------------------------------- | ---------------------------------- |
| 1973      | Nizozemsko                         | Jan Spijker                        |                                    |
| 1974      | Nizozemsko                         | Toine van de Bunder                |                                    |
| 1975      | Nizozemsko                         | Wil van Helvoirt                   |                                    |
| 1976      | Nizozemsko                         | Mathieu Dohmen                     |                                    |
| 1977      | Nizozemsko                         | Toine van de Bunder                |                                    |
| 1978      | Nizozemsko                         | Toine van de Bunder                |                                    |
| 1979      | Nizozemsko                         | Herman Snoeyink                    |                                    |
| 1980      | Nizozemsko                         | Pim Bosch                          |                                    |
| 1981      | Nizozemsko                         | René Koppert                       |                                    |
| 1982      | Nizozemsko                         | Peter Hofland                      |                                    |
| 1983      | Nizozemsko                         | Jan Peels                          |                                    |
| 1984      | Nizozemsko                         | Chris Koppert                      |                                    |
| 1985      | Nizozemsko                         | Stephan Räkers                     |                                    |
| 1986      | Nizozemsko                         | Marc van Orsouw                    |                                    |
| 1987      | Nizozemsko                         | Tom Cordes                         |                                    |
| 1988      | Nizozemsko                         | Gerrit Möhlmann                    |                                    |
| 1989      | Nizozemsko                         | Willem-Jan van Loenhout            |                                    |
| 1990      | Nizozemsko                         | Raymond Meijs                      |                                    |
| 1991      | Nizozemsko                         | Rob Compas                         |                                    |
| 1992      | Nizozemsko                         | Martin van Steen                   |                                    |
| 1993      | Belgie                             | Erwin Thijs                        | Collstrop–Assur Carpets            |
| 1994      | Nizozemsko                         | John van den Akker                 | Collstrop–Willy Naessens           |
| 1995      | Nizozemsko                         | Max van Heeswijk                   | Motorola                           |
| 1996      | Nizozemsko                         | Lucien de Louw                     | Foreldorado–Golff                  |
| 1997      | Nizozemsko                         | Raymond Meijs                      | Foreldorado–Golff                  |
| 1998      | Nizozemsko                         | Raymond Meijs                      | Gerolsteiner                       |
| 1999      | Nizozemsko                         | Raymond Meijs                      | Team Cologne                       |
| 2000      | Německo                            | Bert Grabsch                       | Team Cologne                       |
| 2001      | Nejelo se                          | Nejelo se                          | Nejelo se                          |
| 2002      | Austrálie                          | Corey Sweet                        | BankGiroLoterij–Batavus            |
| 2003      | Belgie                             | Wim van Huffel                     | Vlaanderen T–Interim               |
| 2004      | Dánsko                             | Allan Johansen                     | BankGiroLoterij                    |
| 2005      | Belgie                             | Nico Sijmens                       | Landbouwkrediet–Colnago            |
| 2006      | Ukrajina                           | Mikhaylo Khalilov                  | Team LPR                           |
| 2007      | Belgie                             | Nico Sijmens                       | Landbouwkrediet–Tönissteiner       |
| 2008      | Německo                            | Tony Martin                        | Team High Road                     |
| 2009      | Itálie                             | Mauro Finetto                      | CSF Group–Navigare                 |
| 2010      | Francie                            | Yann Huguet                        | Skil–Shimano                       |
| 2011      | Nizozemsko                         | Pim Ligthart                       | Vacansoleil–DCM                    |
| 2012      | Rusko                              | Pavel Brutt                        | Team Katusha                       |
| 2013      | Německo                            | Rüdiger Selig                      | Team Katusha                       |
| 2014      | Nizozemsko                         | Moreno Hofland                     | Belkin Pro Cycling                 |
| 2015      | Švýcarsko                          | Stefan Küng                        | BMC Racing Team                    |
| 2016      | Nizozemsko                         | Floris Gerts                       | BMC Racing Team                    |
| 2017      | Itálie                             | Marco Canola                       | Nippo–Vini Fantini                 |
| 2018      | Slovinsko                          | Jan Tratnik                        | CCC–Sprandi–Polkowice              |
| 2019      | Švýcarsko                          | Patrick Müller                     | Vital Concept–B&B Hotels           |
| 2020–2021 | Nejelo se kvůli pandemii covidu-19 | Nejelo se kvůli pandemii covidu-19 | Nejelo se kvůli pandemii covidu-19 |
| 2022      | Belgie                             | Arnaud De Lie                      | Lotto–Soudal                       |
| 2023      | Austrálie                          | Kaden Groves                       | Alpecin–Deceuninck                 |

### Ženský závod
| Rok       | Země                               | Jezdec                             | Tým                                |
| --------- | ---------------------------------- | ---------------------------------- | ---------------------------------- |
| 2017      | Kanada                             | Karol-Ann Canuelová                | Boels–Dolmans                      |
| 2018      | Nizozemsko                         | Belle de Gastová                   | Parkhotel Valkenburg               |
| 2019      | Nizozemsko                         | Demi Volleringová                  | Parkhotel Valkenburg               |
| 2020–2021 | Nejelo se kvůli pandemii covidu-19 | Nejelo se kvůli pandemii covidu-19 | Nejelo se kvůli pandemii covidu-19 |
| 2022      | Nizozemsko                         | Amber Kraaková                     | Team Jumbo–Visma                   |
| 2023      | Nizozemsko                         | Mischa Bredewoldová                | SD Worx                            |